# 刈羽三山
刈羽三山（かりわさんざん）は、新潟県の刈羽郡地方（柏崎市周辺）にある米山、刈羽黒姫山、八石山の三つの山のことを言う。

## 各山
米山
標高993メートル。山頂に日本三大薬師の一つである米山薬師堂がある。
刈羽黒姫山
標高891メートル。山頂一帯はブナ林で、鵜川神社や石仏がある。
八石山
標高518メートル。山容は「大仏の寝姿」に例えられる。

## 所在地
- 長岡市
- 柏崎市